# Giacomo Cicognani
Giacomo Cicognani (Ravenna, 5 agosto 1992) è un ex cestista italiano.

## Carriera
Dal 2008 al 2016 ha militato nel Basket Ravenna. Con l'Italia under 20 ha disputato gli Europei 2012.